# Havnefoged
En havnefoged (eller havnechef, havnekaptajn eller havnemester) er en officiel myndighed, som håndhæver en given havns regler, for at sikre navigationssikkerheden, havnesikkerheden og den korrekte anvendelse af havnens faciliteter.